# Мислиња
Мислиња (словен. Mislinja) је градић и управно средиште истоимене општине Мислиња, која припада Корушкој регији у Републици Словенији.
По попису становништва из 2011. године насеље Мислиња имало је 1.945 становника.